# DN19
De DN19 (Drum Național 19 of Nationale weg 19) is een weg in Roemenië. Hij loopt van Oradea via Carei, Satu Mare, Negrești-Oaș, Câmpulung la Tisa naar Sighetu Marmației. De weg is 243 kilometer lang en loopt parallel aan de Hongaarse grens.

## Europese wegen
De volgende Europese wegen lopen met de DN19 mee:
- Oradea - Satu Mare
- Satu Mare - Livada
- in Livada (dubbelnummering met DN1C)